# François Jourde
Pour les articles homonymes, voir Jourde.
François Jourde ou Francis Jourde, né le 4 juillet 1843 à Chassagne (Puy-de-Dôme) et mort le 20 mars 1893 à Nice, est une personnalité de la Commune de Paris.

## Biographie
Clerc de notaire, il fut comptable dans une banque, puis employé des Ponts et chaussées de la Ville de Paris.

### Durant la Commune de Paris
Actif pendant la Commune de Paris, il est délégué au Comité central de la Garde nationale (160e bataillon). Lors des élections du 26 mars il est élu au Conseil de la Commune pour le Vearrondissement. Nommé Délégué aux finances, sa pondération de bon gestionnaire et son respect scrupuleux de la Banque de France lui attirent la rancune de nombreux communards, mais il arrive à payer la solde des Gardes nationaux, faisant ainsi vivre près de 500 000 parisiens. Les tribunaux versaillais lui en montreront peu de gratitude, puisqu'il est arrêté le 30 mai, condamné, en septembre 1871, à la déportation simple en Nouvelle-Calédonie à l'île des Pins. Il est transporté à bord de la «Guerrière» qui atteint l'île des Pins en novembre 1872.

### En déportation

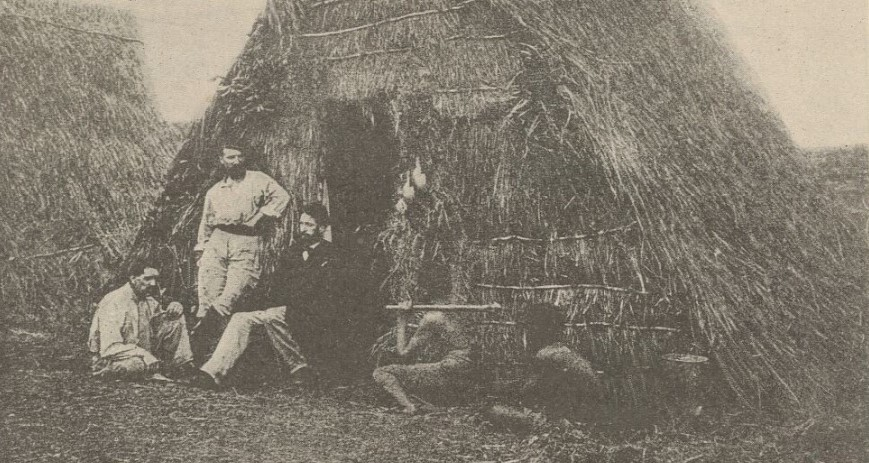
François Jourde (3ème en partant de la gauche) et ses compagnons de déportation en Nouvelle-Calédonie vers 1872.

Bien vite ses compétences de gestionnaire sont utilisées dans la colonie, il est autorisé à rejoindre Nouméa en octobre 1873 où il trouve un emploi de comptable. Il fonde avec Juliette Lopez (compagne du docteur Rastoul) l'Union, une société de secours mutuel et d'assistance aux déportés dans le besoin.

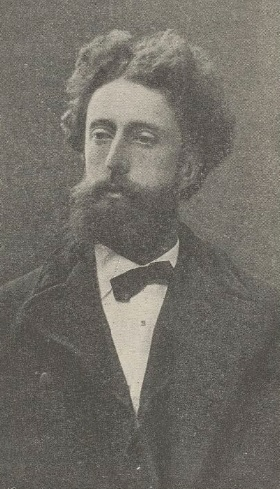
François Jourde en 1876.

Il s'évade en mars 1874 avec Achille Ballière, Charles Bastien dit Granthille, Paschal Grousset, Olivier Pain et Henri Rochefort. Installé en Angleterre, il participe à une souscription destinée aux victimes de la répression versaillaise. Il s'installe à Strasbourg (alors en Allemagne), puis à Genève, Bruxelles et Londres de nouveau. Revenu en France après l'amnistie de 1880, il se montre particulièrement actif dans la solidarité avec les Communards amnistiés.
À sa mort, il exerçait la profession de comptable.

### Notices biographiques
- Jules Clère, Les hommes de la Commune : Biographie complète de tous ses membres, Paris, Libraire-éditeur É. Dentu, 1871, xiv-195, 1 vol. in-18 (OCLC 457798492, lire en ligne sur Gallica), p. 100-101
- Paul Delion, Les membres de la Commune et du Comité central, Paris, A. Lemerre éditeur, août 1871, 446 p. (lire en ligne sur Gallica), p. 116-119
- Bernard Noël, Dictionnaire de la Commune, Coaraze, L'Amourier éditions, coll. « Bio », avril 2021 (1re éd. 1971), 799 p. (ISBN 978-2-36418-060-4, ISSN 2259-6976, présentation en ligne), p. 460-461
- « Notice Jourde François (ou Jourde Francis) », sur maitron.fr, Le Maitron, dictionnaire bibliographique du mouvement ouvrier et du mouvement social, Association Les Amis du Maitron (consulté le 9 août 2021)